# Прапор Кам'янця-Подільського
Прапор Кам'янця́-Поді́льського — прапор міста Кам'янця-Подільського Хмельницької області.
Сучасний прапор Кам'янця-Подільського (автор — Олександр Горбань) затвердила міська рада 21 вересня 1995 року.

## Опис
В синьому прямокутному полотнищі зі співвідношенням сторін 2:3 - жовте усміхнене сонце.
Золоте усміхнене сонце з шістнадцятьма променями - це історичний герб Поділля, воно також зображене на гербі міста.
Сяюче сонце з шістнадцятьма променями — нагадує про часи, коли народи світу, в тому числі і наші предки, вшановували небо та небесні світила символічними зображеннями на скелях, стінах печер, на різних предметах. Сонце, як і інші світила, було символом родючості.